# San Nicolás de los Garza

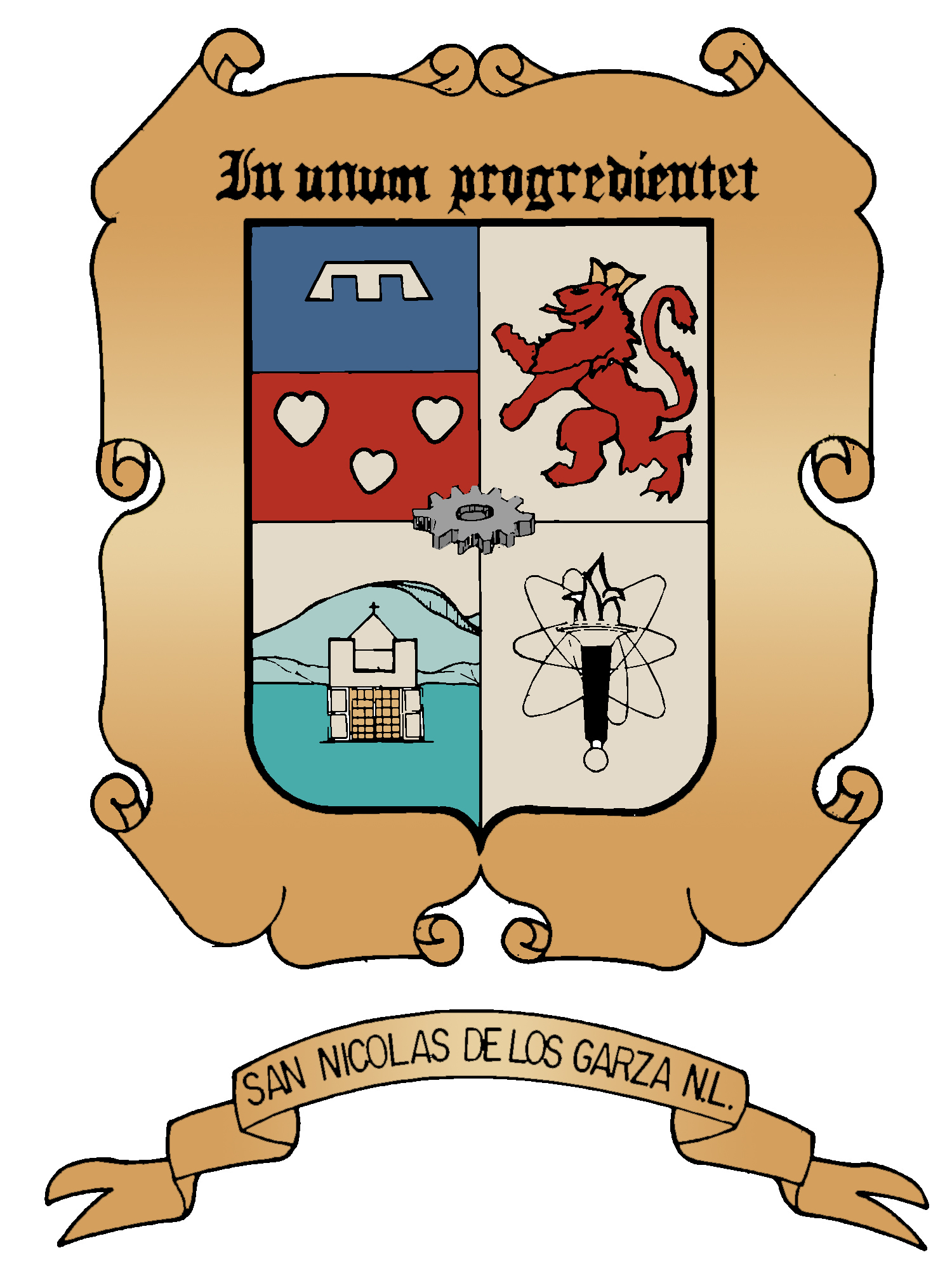
Les armoiries

San Nicolás de los Garza, ou plus simplement San Nicolás, est une ville mexicaine, chef-lieu du municipio (commune) du même nom, dans l'État du Nuevo León. Elle fait partie de la Zone Métropolitaine de Monterrey (es) (ZMM).

## Personnes liées
- Alicia Villarreal, chanteuse
- César Faz Sr., coach du Little League World Series champions, qui s'est tenu en 1957 à Williamsport, Pennsylvanie, États-Unis[1].
- Grupo Pesado
- Manuel Uribe Garza l'homme le plus gros du monde.
- André Pierre Gignac, footballeur international français et meilleur buteur de l'équipe de la ville, les Tigres.

## Sports
- Tigres UANL : club de football très réputé au Mexique. Plusieurs fois champion et vainqueur de la coupe américaine des clubs champions.

## Jumelages
San Nicolás de los Garza a 5 jumelages, designés par Sister Cities International, Inc (SCI):
- Denton (Texas), Texas, États-Unis
- Kansas City (Missouri), Missouri, États-Unis
- Seguin, Texas, États-Unis
- Taipei, République de Chine (Taïwan)
- Winnipeg, Manitoba, Canada